# The Idle Rich (film 1921)
The Idle Rich è un film muto del 1921 diretto da Maxwell Karger e interpretato da Bert Lytell e Virginia Valli.
Sceneggiato da June Mathis, Junk - il racconto originale di Kenneth Harris - fu portato in seguito di nuovo sullo schermo dalla Metro Goldwyn Mayer nel 1929, in un remake sonoro dallo stesso titolo, The Idle Rich, diretto da William C. deMille e interpretato da Conrad Nagel e Bessie Love.

## Trama
Sam Weatherbee, ricco e spensierato rampollo discendente di un'importante famiglia, sta organizzando un ricevimento per festeggiare la sua eredità quando riceve la ferale notizia di aver perso tutto a causa delle speculazioni sbagliate del suo esecutore testamentario. Depresso e senza un soldo, Sam eredita alla fine solo una vecchia casa che apparteneva alla sorella di suo padre e che ora è abitata da O'Reilly e sua moglie. Per poter sopravvivere, al giovane viene l'idea di barattare tutte le vecchie cose che trova nella casa. Va a finire che si mette a fare il rigattiere e, anche se ha successo, viene preso in giro dai suoi vecchi amici, ricchi e snob. Mattie, la fidanzata, che all'inizio lo snobbava pure lei, lo difende. E, quando il suo rivale Dillingham cerca di mettere le mani sulla proprietà di Sam, la ragazza scopre i suoi maneggi e lo smaschera, lasciandolo definitivamente per tornare al suo vecchio amore.

## Produzione
Il film fu prodotto dalla Metro Pictures Corporation. La sceneggiatura si basa su Junk, un racconto di Kenneth Harris che venne pubblicato sul Saturday Evening Post il 25 dicembre 1920.

## Distribuzione
Distribuito dalla Metro Pictures Corporation, uscì nelle sale cinematografiche statunitensi il 26 dicembre 1921. Il copyright del film, richiesto dalla Metro Pictures, fu registrato il 4 gennaio 1922 con il numero LP17443.
Copia completa della pellicola viene conservata negli archivi del George Eastman House di Rochester.